# Evgeny Onegin (opera)
Evgeny Onegin (tiếng Nga: Евгений Онегин) là vở opera 3 màn của nhà soạn nhạc người Nga Pyotr Ilyich Tchaikovsky. Tchaikovsky đã phối hợp với Konstantin Stepanovich Shilovsky để viết lời cho tác phẩm. Tác phẩm được sáng tác dựa theo cuốn tiểu thuyết bằng thơ nổi tiếng Yevgeny Onegin của đại văn hào Nga Aleksandr Sergeyevich Pushkin. Vở opera được viết trong 2 năm 1877 và 1878. Sau khi tác phẩm hoàn thành, nơi tác phẩm được trình diễn đầu tiên là Moskva và năm tác phẩm bắt đầu bước lên sân khấu là năm 1879.